# Carlos Romano
Carlos Eduardo Romano (San Miguel de Tucumán, 30 marzo 1957) è un ex cestista e allenatore di pallacanestro argentino.

## Carriera
Con l'Argentina ha disputato due edizioni dei Campionati del mondo (1986, 1990). Ha vinto due medaglie d'oro ai Campionati sudamericani (1979, 1987) e la Coppa Intercontinentale del 1983.